# Wo shi shei
Wo shi shei (bra: Quem Sou Eu?; prt: Identidade Perigosa) é um filme hong-konguês de 1998, dos gêneros comédia de ação, ficção científica|, aventura e suspense, dirigido por Jackie Chan e Benny Chan, coautores do roteiro (com Lee Reynolds).

## Sinopse

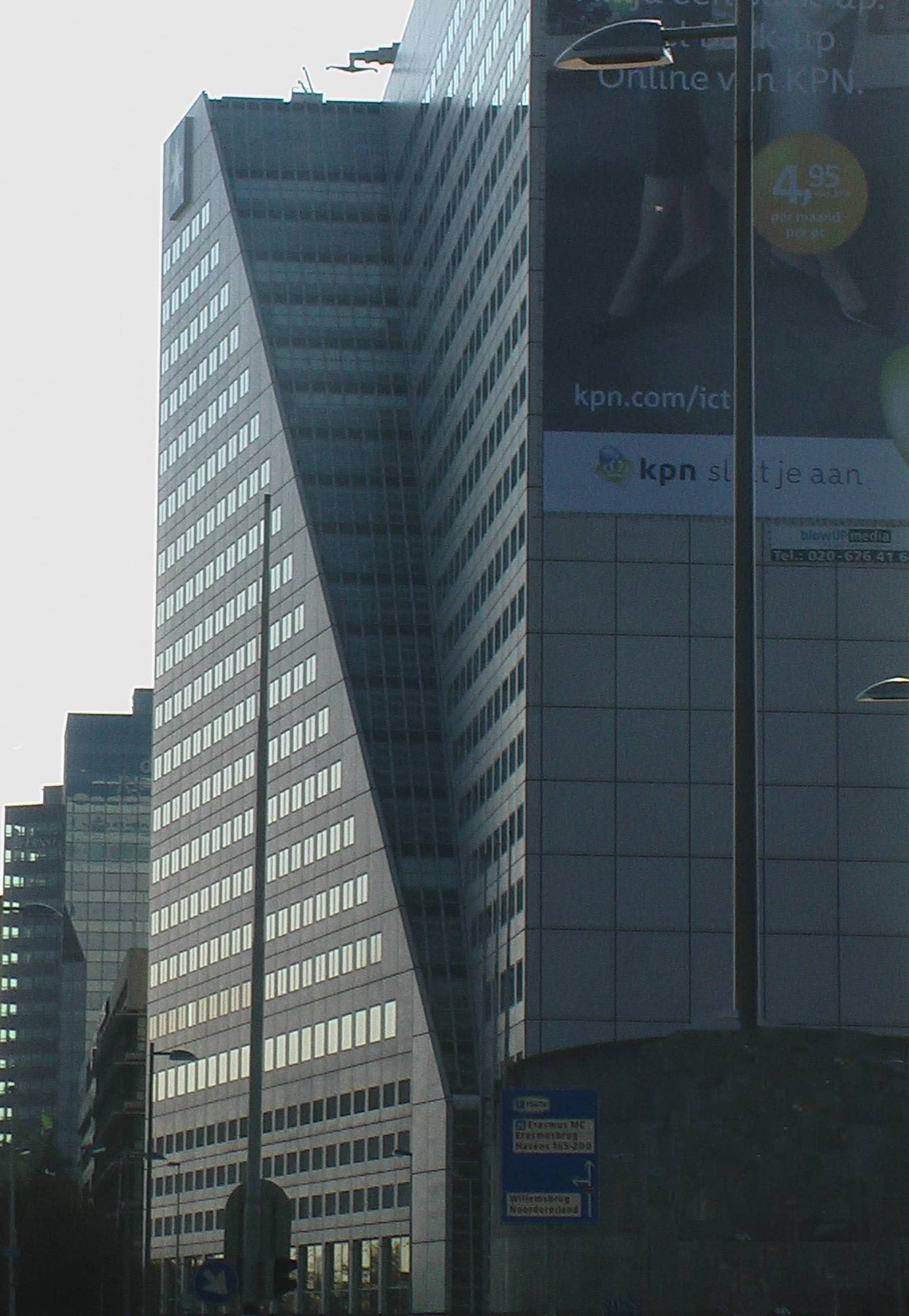
O prédio Willemswerf foi usado para encenar a parte final do filme em Roterdã, Países Baixos.

Uma equipe da CIA são chamados a uma missão na África do Sul para sequestrar cientistas e um meteorito. Mas foram traídos pelo general Sherman (Ed Nelson). Essa equipe sofrem um acidente de helicóptero, exceto um deles (Jackie Chan) que cai do helicóptero antes dele bater em uma montanha. Com a queda, esse agente sofre de amnésia e não se lembra de seu nome e de nada do que ele fazia antes. É então capturado por uma tribo africana, onde recebe o apelido "Quem Sou Eu" e passa a viver entre a tribo até encontrar os pilotos de rali.
Quando os bandidos souberam que um dos agentes tinha sobrevivido, vão atrás dele para matá-lo. Ele terá ajuda de duas mulheres, a piloto de rally (Mirai Yamamoto) e a agente da CIA disfarçada de repórter (Michelle Ferre), para descobrir a sua identidade verdadeira.

## Elenco
- Jackie Chan como "Quem Sou Eu"
- Michelle Ferre como Christine Stark
- Mirai Yamamoto como Yuki
- Ron Smerczak como Morgan
- Ed Nelson como General Sherman
- Tom Pompert como presidente da CIA
- Glory Simon como secretária da CIA
- David Vlok como bandido chefe
- Ron Smoorenburg como lutador de taekwondo
- David Leung como lutador de muay thai

## Prêmio e indicações
- Hong Kong Film Awards de 1999
  - Vencedor: Melhor Coreografia de Ação (Jackie Chan)[carece de fontes?]
  - Nominação: Melhor Ator (Jackie Chan)[carece de fontes?]
  - Nominação: Melhor Edição (Peter Cheung, Chi Wai Yau)[carece de fontes?]
  - Nominação: Melhores Imagens (Barbie Tung)[carece de fontes?]
  - Nominação: Melhor Composição Musical[carece de fontes?]